# Vähä-Lokki
Vähä-Lokki är en ö i Finland. Den ligger i sjön Päijänne och i kommunen Kuhmois i landskapet Mellersta Finland, i den södra delen av landet, 170 km norr om huvudstaden Helsingfors. Öns största längd är 50 meter i nord-sydlig riktning.